# Vrhnika (plaats)
Vrhnika is een plaats in Slovenië en maakt deel uit van de gemeente Vrhnika in de NUTS-3-regio Osrednjeslovenska. De plaats telde 8.969 inwoners op 1 januari 2023.

## Geboren
- Ivan Cankar (1876-1918), schrijver, dichter en toneelschrijver